# 박인로
박인로(朴仁老, 1561년~1642년)는 조선의 무인이자 시인이다. 자는 덕옹(德翁), 호는 노계(盧溪)·무하옹(無何翁)이다.

## 생애
아버지는 승의부위 박석(朴碩)이며, 어머니는 참봉 주순신(朱舜臣)의 딸이다. 영천에서 출생하였으며, 어려서부터 시에 뛰어났다. 1592년(선조 25) 임진왜란이 일어나자 의병장 정세아(鄭世雅)의 휘하에서 별시위가 되어 왜군을 무찔렀다. 이어 수군절도사 성윤문(成允文)에게 발탁되어 그 막하로 종군하였고, 1598년 왜군이 퇴각할 당시 사졸(士卒)들의 노고를 위로하기 위해 가사 《태평사》(太平司)를 지었다.
이듬해인 1599년 무과에 급제하여, 수문장(守門將)·선전관을 지내고 이어 조라포(助羅浦) 수군만호로 부임하여 군사력 배양을 꾀하고 선정을 베풀어 선정비가 세워졌다. 뒤에 사직하고, 고향에 은거하며 독서와 시작(詩作)에 전심하여 많은 걸작을 남겼다.
1630년(인조 8) 노인직(老人職)으로 용양위 부호군이 되었다.
박인로가 남긴 중요한 작품으로는 《누항사》(陋巷詞),《선상탄》(船上歎)등이 있다.

## 평가
도학(道學)과 조국애·자연애를 사상적 바탕으로 천재적인 창작력을 발휘하여 전쟁 중에서도 시정(詩情)과 우애가 넘치는 작품을 썼으며, 무인다운 기백과 신선미로서 화려 웅장한 시풍을 이룩했다. 송강 정철을 계승하여 가사 문학을 발전시킨 데 공로가 있으며 시조 60여 수를 남기고 있다.

## 같이 보기
- 가사 (문학)
- 정철